# Kalme (Põltsamaa)
Kalme – wieś w Estonii, w prowincji Jõgeva, w gminie Põltsamaa.